# Наукова проблема
Наукова проблема — питання, що потребує наукового вирішення; завдання для пошуку невідомого; сукупність нових діалектично складних теоретичних або практичних питань, які суперечать існуючим знанням або прикладним методикам у конкретній науці і потребують вирішення за допомогою наукових досліджень.
Проблема у науці — це суперечлива ситуація, яка вимагає свого вирішення. Така ситуація найчастіше виникає в результаті відкриття нових фактів, які явно не вкладаються в межі колишніх теоретичних уявлень, тобто коли жодна з теорій не може пояснити щойно виявлені факти.
Вирішення проблеми не міститься в існуючому знанні та не може бути отримане шляхом перетворення наявної наукової інформації.
Правильна постановка та чітке формулювання проблеми не менш важливе, ніж її вирішення. Вибір проблеми значною мірою визначає як стратегію дослідження взагалі, так і напрям наукового пошуку зокрема. По суті, мова йде про вміння відокремити головне від другорядного, про виявлення того, що поки не відоме науці з предмета дослідження, про усвідомлення того, що ми чогось не знаємо.
Джерелами наукових проблем є як практика, так і потреби власне науки (необхідність удосконалення методів наукового дослідження, уточнення категорійно-понятійного апарату тощо).
Залежно від способу вирішення всі проблеми можна поділити на три типи: інформаційні, аналогові та гіпотетичні.
Інформаційна проблема характерна для проблемного викладення. Ключ до вирішення інформаційної проблеми науковець знаходить у літературних джерелах.
Аналогова проблема (аналогічні способи вирішення) характерна для групи практичних проблем. Поставлена проблема даного виду не завжди потребує нового способу вирішення (навіть за умови існування нових фактів), а вирішується за аналогією.
Гіпотетичні проблеми вирішуються шляхом суджень та умовиводів у ході висування припущень, гіпотез, їх перевірки та обґрунтування.
Будь-яка наукова робота починається з формулювання проблеми, яку необхідно вирішити. Це завдання передбачає виконання цілого комплексу робіт і реалізується в декілька етапів:
- визначення мети (на основі вивчення планів науково-дослідних робіт; науково-дослідної тематики, передбаченої планами галузевих міністерств, відомств, академій наук; тем-завдань, замовлень на проведення досліджень; цільових комплексних, галузевих і регіональних науково-технічних програм тощо);
- постановка проблеми (на основі вивчення літературних джерел, ознайомлення з тими питаннями, які вже вирішені, ознайомлення з науковими роботами, які дають уявлення про галузь дослідження);
- розроблення структури проблеми (її конкретизація на основі уточнення мети дослідження; уточнення змісту проблеми; виділення підпроблем; визначення конкретних завдань; вибору методів дослідження);
- визначення актуальності проблеми.

У прикладному дослідженні замість формулювання проблеми можна скласти список конкретних запитань, на які необхідно одержати відповіді. У сформульованій проблемі вже міститься мета дослідження, яка в процесі дослідження може розвиватися, збагачуватися, але її сутність залишається тією ж, поки проблема не буде вирішена.
Одночасно з формулюванням проблеми визначається головний напрям дослідження, його основна ідея. Основна ідея є важливою категорією, що визначає, за яким напрямом буде будуватися дослідження проблеми і як буде сформульована гіпотеза, тобто наукове припущення, що висувається для пояснення явищ дійсності (процесів) або причин, які зумовлюють даний наслідок, і потребує перевірки досвідом та теоретичного обґрунтування.